# Костюкович, Пётр Иванович
Костюкович Пётр Иванович (16 августа 1923 — 11 февраля 1982) — командир расчёта 120-миллиметрового миномёта 843-го стрелкового полка 238-й стрелковой дивизии 49-й армии 2-го Белорусского фронта, сержант. Полный Кавалер ордена Славы.

## Биография
Родился 16 августа 1923 года в деревне Казеки ныне Оршанского района Витебской области Белоруссии в крестьянской семье. Белорус. Окончил 7 классов. Работал в колхозе. Летом 1941 года был эвакуирован с семьёй в Новосибирскую область. Трудился штукатуром в городе Новосибирске.
В Красной Армии с мая 1942 года. В боях Великой Отечественной войны с сентября 1942 года. Член ВКП(б)/КПСС с 1944 года.
Командир расчёта 120-мм миномёта 843-го стрелкового полка (238-я стрелковая дивизия, 49-я армия, 2-й Белорусский фронт) сержант Пётр Костюкович с бойцами миномётного расчёта 28 июня 1944 в бою за белорусский город Могилёв вывел из строя пять огневых точек и три автомашины противника. В составе взвода подавил огонь вражеской миномётной роты.
6 июля 1944 года при отражении вражеской контратаки в районе деревни Ляды Пётр Костюкович ликвидировал около десяти вражеских солдат.
Приказом по 238-й стрелковой дивизии № 0192 от 10 августа 1944 года за мужество и отвагу проявленные в боях сержант Костюкович Пётр Иванович награждён орденом Славы 3-й степени (№223572).
В бою за польский город Осовец (Польша) 14 августа 1944 года сержант Пётр Костюкович умело командовал вверенным ему расчётом и активно поддерживал наступление пехоты. Огнём из миномёта он и его бойцы истребили свыше отделения гитлеровцев, накрыли четыре огневые точки, две автомашины.
Приказом по 49-й армии № 0129 от 13 октября 1944 года за мужество и отвагу проявленные в боях сержант Костюкович Пётр Иванович награждён орденом Славы 2-й степени. (№1075)
При ликвидации группировки противника на подступах к городу Данциг (ныне польский город Гданьск) 25 марта – 1 апреля 1945 года, действуя в боевых порядках пехоты, Пётр Костюкович и его расчёт отражая неприятельскую контратаку, подавил три пулемёта и сразил до двадцати гитлеровцев.
16 мая 1945 года командующий 2-м Белорусским фронтом Маршал Советского Союза Рокоссовский К. К. подписал представление к награждению сержанта Костюковича П. И. орденом Славы 1-й степени.
Указом Президиума Верховного Совета СССР от 29 июня 1945 года за образцовое выполнение заданий командования в боях с немецко-фашистскими захватчиками Костюкович Пётр Иванович награждён орденом Славы 1-й степени (№1588), став полным кавалером ордена Славы.
В 1946 старшина Костюкович П. И. демобилизован. Жил в городе Орше. Работал маляром на льнокомбинате. Скончался 11 февраля 1982 года.
Награждён орденами Красной Звезды, Славы 1-й, 2-й и 3-й степени, медалями.